# Trude Fukar
Trude Fukar (* 16. Dezember 1920 in Wien; † 8. Juni 2012 ebenda) war eine österreichische Schauspielerin. Sie wurde durch ihre Darstellung der „Oma Putz“ der fiktiven Familie Putz einer breiteren Öffentlichkeit bekannt.

## Leben
Trude Fukar spielte ab der Frühphase des Zweiten Weltkriegs Theater, zuletzt (vor Kriegsende) 1943/44 in Posen. In der frühen Nachkriegszeit folgten kleine Filmrollen. 1999 wurde sie für die fiktive Familie Putz gecastet, die in der Folge für die österreichische Möbelkette XXXLutz wirbt. Im Jahr 2010 zog sie sich von der Schauspielerei zurück und wurde durch Zdenka Hartmann-Procházková ersetzt. Fukar starb im Alter von 91 Jahren in der Döblinger Senioren- und Pflegeresidenz.
Sie wurde auf dem Wiener Zentralfriedhof bestattet.

## Filmografie
- 1952: Hannerl
- 1994: Mesmer
- 1997: Blutrausch (1997)
- 2000: Komm, süßer Tod
- 2007: Mitten im 8en – Der ganz normale Alltagswahnsinn